# 谷口博文
谷口 博文（たにぐち ひろふみ、1954年5月20日 - ）は、筑紫女学園大学現代社会学部教授。専門分野は、公共政策、地域政策、官民連携、アントレプレナーシップ。

## 人物
福岡県生まれ。東京大学法学部卒。大蔵省（現財務省）入省（主税局調査課）。主計局主計官、法規課長、金融庁総務企画局審議官、関東財務局長、国土交通省政策統括官等を経て、2009年から九州大学産学連携センター教授。福岡アジア都市研究所主幹研究員、産学連携機構九州／九州PPPセンター長などを務め、2015年から2019年まで九州大学ロバート・ファン／アントレプレナーシップ・センター長。

## 活動概要
特記無き物は九州大学研究者情報に準ずる。

### 研究
- イノベーションに親和的な政策立案手法の研究：「政策イノベーション〜Kyushu-Fukuokaからの挑戦」幻冬舎, 2018
- PPP/PFI事業に関する諸外国の事例研究：「都市政策研究」第15号、第16号、福岡アジア都市研究所, 2013, 2014
- 地域公共交通政策における助成制度のあり方に関する研究：「都市政策研究」第14号、福岡アジア都市研究所, 2013
- 道州制、地方分権改革、広域的地方行政機構のガバナンスに関する研究：「都市政策研究」第13号、福岡アジア都市研究所, 2012、九州経済連合会行財政委員会・道州制研究会
- パブリックガバナンス改革の必要性とその行政組織論的研究：パブリックガバナンス改革推進協議会
- 人口減少地域における定住人口増加策、コミュニティ再生策に関する研究：糸島市九州大学連携研究助成金
- 公共施設等総合管理計画策定と公共施設の老朽化に関する実践的手法研究：公共施設マネジメント研究会

## 経歴
- 1973年　福岡県立修猷館高等学校卒業[4]
- 1977年　東京大学法学部卒業。大蔵省入省
- 1978年6月　日本貿易振興会（フライブルク大学留学）[3]
- 1980年7月　国際金融局総務課企画調整係長[5]
- 1982年7月　古河税務署長
- 1983年7月　関税局監視課長補佐
- 1984年7月　厚生省年金局企画課長補佐（企画）[6]
- 1986年6月　主計局主計企画官補佐（財政計画第一、二係主査）
- 1988年6月　主計局主計官補佐（建設第一、二係主査）
- 1989年6月　主計局主計官補佐（防衛第一係主査）
- 1991年6月　外務省在オーストリア日本国大使館一等書記官
- 1994年7月　大臣官房企画官
- 1995年6月　主計局主計官（法規課）
- 1996年7月　主計局主計官（防衛担当）
- 1998年7月　主計局法規課長
- 2000年6月　大臣官房政策金融課長
- 2001年7月　財務省大臣官房信用機構課長
- 2003年7月　大臣官房参事官（大臣官房担当）
- 2004年7月　九州財務局長
- 2005年12月　金融庁総務企画局審議官（監督局担当）
- 2006年7月　金融庁総務企画局審議官（検査局担当）
- 2007年6月　関東財務局長
- 2008年7月　国土交通省政策統括官
- 2009年8月　財務省大臣官房付
- 2009年8月　九州大学産学連携センター教授
- 2015年4月　九州大学アントレプレナーシップセンター長
- 2019年　筑紫女学園大学現在社会学部教授